# يعفة (المقاطرة)

تعديل مصدري - تعديل

يعفة هي إحدى قرى عزلة الانبوة بمديرية المقاطرة التابعة لمحافظة لحج، بلغ تعداد سكانها 1351 نسمة حسب تعداد اليمن لعام 2004.